# Eduard Schär

Eduard Schär (ca. 1886)

Eduard Schär (* 7. Dezember 1842 in Bern; † 2. Oktober 1913 in Erlenbach ZH; heimatberechtigt in Bern und ab 1882 in Zürich) war ein Schweizer Apotheker und Hochschullehrer.

## Leben
Eduard Schär war Sohn des Fürsprechs Ludwig und der Sophie Catharina, geborene Stucki. Er heiratete 1883 Anna Vogel, die Tochter des Apothekers Johann Friedrich Wilhelm.
Schär besuchte Schulen in Bern und absolvierte von 1861 bis 1864 eine Lehre als Apotheker in Basel und Bern. Von 1866 bis 1867 studierte er an der Universität Bern und erlangte einen Abschluss mit pharmazeutischem Staatsexamen. Von 1869 bis 1870 widmete er sich pharmazeutischen Studien in Berlin, London und Paris.

## Schaffen
Schär war ab 1872 Verwalter der Apotheke seines nachmaligen Schwiegervaters in Zürich. Am Eidgenössischen Polytechnikum Zürich wurde er 1873 Privatdozent für pharmazeutische Fächer und 1881 ordentlicher Professor für pharmazeutische Chemie, Toxikologie und Pharmakognosie. Ab 1892 war er Professor für Pharmazie an der Universität Strassburg. Abseits seiner akademischen Karriere war Schär von 1875 bis 1883 Präsident des Schweizerischen Apothekervereins. Zudem wurde er mit der Leitung der 3. Ausgabe der Pharmacopoea Helvetica betraut, die 1893 erschien.
Schär machte sich besonders um die Weiterentwicklung der phamakognostischen Methoden verdient. 1892 erhielt er für seine Verdienste die Ehrendoktorwürde der Medizinischen Fakultät der Universität Zürich.
Teilnachlässe Schärs befinden sich im Hochschularchiv der ETH-Bibliothek Zürich und im Pharmaziehistorischen Museum Basel.